# 元就。
『元就。』（もとなり）は、2010年4月25日から中国放送（RCCテレビ）で毎週日曜日の12:54 - 13:54に放送されているローカルバラエティ番組。

## 概要
『ふるさと再発掘・街ブラバラエティー』と銘打っており、元就と家臣団（アンガールズとアナウンサー）たちが広島の街を歩きながら、その街に眠る歴史を紐解いて、その街に新たに生まれた名物や名所を見つけていく内容。2010年3月まで放送された『じゃんが×2スタジアム』の後番組にあたり、水曜20時のゴールデン枠から日曜昼に移動した。タイトルの由来は安芸の戦国大名である毛利元就。この番組から地上アナログ放送ではレターボックス放送に移行した。2012年4月2日から毎週月曜日 - 金曜日18:56 - 19:00に、RCC開局60年記念番組『元就。ひろしまテスト』が放送されている。
2024年11月24日、2025年1月5日・1月12日など、午後枠の編成の都合により9:54 - 10:54に繰り上げて放送することがある。この場合は『サンデージャポン』を休止し、10:54 - 11:24は自社制作・TBS系・テレビ東京系などの30分番組の単発放送で穴埋めする。

## 出演者
本番組では元就以外の出演者を「家臣団」と称している。
- 元就公（声:高尾六平）

番組マスコット。
- アンガールズ（田中卓志・山根良顕）
- 「RCCゆかりのタレント軍団」[1]
- 「RCCアナウンサー」[1]

## ネット局と放送時間
| 放送対象地域 | 放送局            | 系列局  | 放送時間                    | ネット状況 | 備考                   |
| ------------ | ----------------- | ------- | --------------------------- | ---------- | ---------------------- |
| 広島県       | 中国放送（RCC）   | TBS系列 | 日曜 12:54 - 13:54          | 【制作局】 | 【制作局】             |
| 山口県       | テレビ山口（tys） | TBS系列 | 月曜（日曜深夜）0:58 - 1:58 | 遅れネット | [ 2 ]                  |
| 日本全域     | BS-TBS            | TBS系列 | 日曜 23:00 - 0:00           | 遅れネット | 2024年4月7日より放送。 |

過去のネット局
いずれの局も遅れネット。
| 放送対象地域 | 放送局                  | 系列   | 放送期間                      | 放送時間                 | 備考  |
| ------------ | ----------------------- | ------ | ----------------------------- | ------------------------ | ----- |
| 埼玉県       | テレビ埼玉 (テレ玉/TVS) | 独立局 | 2017年4月5日 - 2020年9月30日  | 水曜 20:00 - 21:00       | [ 4 ] |
| 日本全域     | 日本映画専門チャンネル  | BS放送 | 2020年8月3日 - 2021年3月10日  | 月曜 - 金曜 9:00 - 10:00 |       |
| 日本全域     | BSJapanext              | BS放送 | 2022年3月20日 - 2023年6月28日 | [ 5 ]                    | [ 6 ] |

## ネット配信
| 配信元    | 更新日時           | 配信期間 | 備考                 |
| --------- | ------------------ | -------- | -------------------- |
| RCC PLAY! | 不明               | 7日      | 最新回限定で無料配信 |
| TVer      | 毎週月曜日 午後0時 | 7日      | 最新回限定で無料配信 |

## スタッフ
- ナレーター：吉田幸、唐澤恋花（以上RCCアナウンサー）
- 構成：上田善三
- 撮影：筒井俊行、石原泰鵬、的場泰平、秦清浩、坊田貴則、湯面景、吉村加奈、船越美咲、竹井正二、松浦雅俊、松浦智也、田中洸徳、田川直、藤光秀昭
- 音声：野平信之、坂元陽子、久保田紀子、田中征吾、松浦雅俊、前田偉希
- デザイン：中井大己
- 美術：横山孝子、鈴木一也
- 衣装：かずもとや呉服店
- 人形制作：菅井さゆり
- 編集：上野徹、岸本隆弘、野村昌博、平佐英嗣、高橋弘通、草田智
- 協力：株式会社ワタナベエンターテインメント、RCCフロンティア、クラフトワン、SCENE
- AD:高木美鈴
- ディレクター：古田直子・岩浦芳典 → 古田直子・上田健大 → 古田直子・寺本雅史
- アシスタントプロデューサー：上田健大
- プロデューサー：恵木慎矢

過去のスタッフ
- ナレーター：田口麻衣（2025年7月からの総務局広報部長への異動により降板）
- 企画：矢延末健治、中村知喜
- 演出：脇田晃治
- プロデューサー：江口敦史

## 関連番組
- ひとくふう発見伝 元就。東広島外伝（不定期）
- 元就。ひろしまテスト（月～金曜 午後6:56～7:00，終了）
- 元就。二百万一心！（土曜 午後9:56〜10:00，再放送翌週月曜 午後6:56〜7:00)
- 元就。外伝 広島三遊記（2017年4月9日） 孫悟空：田中卓志　沙悟浄：山根良顕　猪八戒：近藤夏子
- 元就。外伝 〜未来を案じて立ち上がるの巻〜（2018年10月4日 - 終了）3分ミニ番組 町娘：久保田夏菜
- 『イマナマ!』火曜コーナー「元就。外伝〜お久しぶりです！お元気でしたか？〜」（2020年1月 - ）
- 広島大学工学部100年記念特別番組 元就。外伝 スター田中 堂々凱旋 母校の100周年を祝うのじゃ～の巻（2020年10月25日）
- 元就。外伝 広島の大人気デリバリーグルメはうまいでがんす〜の巻（2020年11月8日）特別家臣：南一誠